# Columbia (poire)
La Columbia est une variété ancienne de poire.

## Synonymes
- Columbia virgalouse,
- Columbia virgouleuse,
- Columbian virgalieu,
- Columbia virgalica[1]

## Origine
Avant 1818, aux États-Unis, le plant original a été trouvé sur la ferme de M. Casser dans le Comté de Westchester, 20 km à côté de New York.

## Arbre
Le bois est fort, avec des rameaux nombreux, généralement érigés, gros courts, très géniculés, brun verdâtre nuancé de rouge auprès des yeux, ayant des lenticelles petites abondantes, les coussinets saillants et les mérithalles des plus courts. Les yeux sont volumineux, coniques, aigus, très écartés de l'écorce et à écailles disjointes. Les feuilles vert clair, souvent lavées de rouge et jaune sont ovales allongées, irrégulièrement dentées ou crénelées, portées par un pétiole grêle et très long. 
La fertilité de Columbia est très grande. On le greffe sur franc ou sur cognassier,.

## Fruit

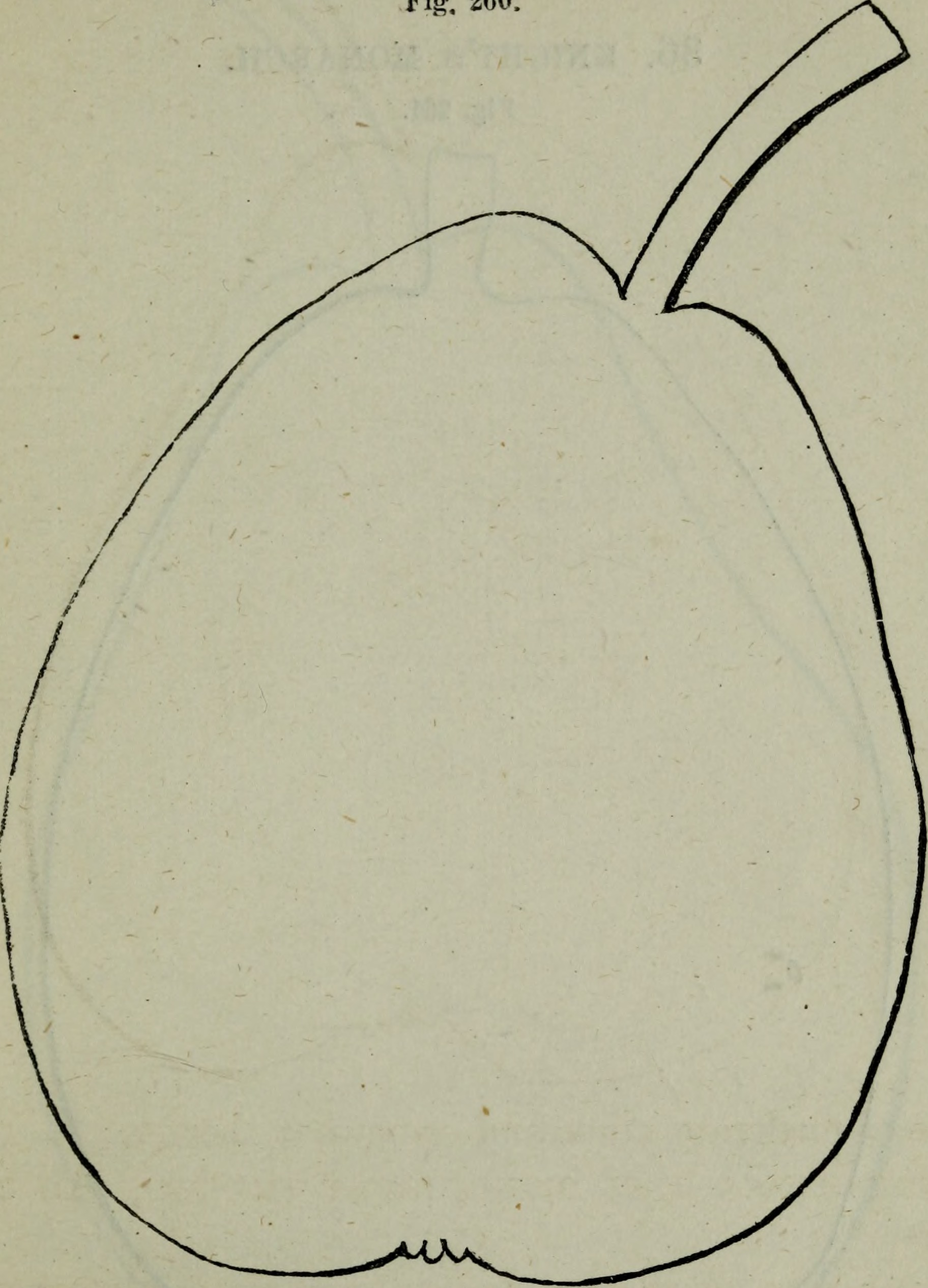
Silhouette du fruit.

De grosseur considérable, il est blanc, ferme, granuleux, plutôt dur, très juteux, sucré, aromatique et de 1re qualité,.

#### Ouvrages
- De Liron d'Airoles[4], Les poiriers les plus précieux.
- Alexandre Bivort, Annales de pomologie belge, 1859.
- André Leroy, Dictionnaire de pomologie, Poires, tome 1.
- Alphonse Mas, Poires d'Automne, 1867.
- Barthélemy Charles Joseph Dumortier et M. W. Brown, Pomone Tournaisienne : Société Royale D'Horticulture et d'Agriculture de Tournay, Tournai, Casterman (Vve H.), 1869, 251 p. (lire en ligne), p. 1-251
- Société pomologique de France, Le verger français, catalogue descriptif des fruits adoptés par le congrès pomologique, tome 1[5], impr.B.Arnaud, Lyon-Paris, 1947, 576 pp., avec schémas et photos en N&B, tome 2[6], Extraits inédits[7].
- Le Poirier, de Masseron et Trillot au CTIFL (1993) - 224 pages.
- Les Bonnes poires, de Charles Baltet (1859) - 272 pages.

#### Revues et publications
- Revue « Fruits Oubliés », no 54.